# Liczk (Gegharkunik)
Liczk – wieś w Armenii, w prowincji Gegharkunik. W 2011 roku liczyła 5417 mieszkańców.